# Sorbus decipientiformis
Sorbus decipientiformis är en rosväxtart som beskrevs av Karpati. Sorbus decipientiformis ingår i släktet oxlar, och familjen rosväxter. Inga underarter finns listade i Catalogue of Life.